# ضرعاء طويلة الأزهار
ضرعاء طويلة الأزهار (الاسم العلمي:Mammillaria longiflora) هي نوع نباتي يتبع جنس الضرعاء من فصيلة الصبارية.